# 1916 в анімації

## Випущені фільми
- Невідома дата – Domestic Difficulties (США)
- 6 січня – Colonel Heeza Liar's Waterloo (США)
- 27 січня – Police Dog On the Wire (США)
- 3 лютого – Farmer Al Falfa's Catastrophe (США)
- 18 лютого – Introducing Krazy Kat and Ignatz Mouse (США)
- 21 лютого – Krazy Kat and Ignatz Mouse Believe in Signs (США)
- 25 лютого – Krazy Kat & Ignatz Mouse Discuss the Letter 'G'  (США)
- 29 лютого – Krazy Kat Goes A-Wooing (США)
- 3 березня – Krazy Kat and Ignatz Mouse: A Duet, He Made Me Love Him (США)
- 5 березня – Colonel Heeza Liar And The Pirates (США)
- 6 березня – Krazy Kat and Ignatz Mouse in Their One-Act Tragedy: "The Tail of the Nude Tail" (США)
- 12 березня – Farmer Al Falfa Invents a New Kite (США)
- 14 березня – Krazy Kat, Bugologist (США)
- 17 березня [1] – Krazy Kat and Ignatz Mouse at the Circus (США)
- 21 березня – Krazy Kat Demi-Tasse (США)
- 27 березня – Krazy Kat Invalid (США)
- 2 квітня – Police Dog Turns Nurse (США)
- 3 квітня – Krazy Kat at the Switchboard (США)
- 14 квітня:
  - A Tale That is Knot (США)
  - Farmer Al Falfa's Scientific Diary (США)
  - Krazy Kat the Hero (США)
  - Krazy Kat to the Rescue (США)
- 27 квітня – Colonel Heeza Liar Wins The Pennant (США)
- 7 травня – Police Dog in the Park (США)
- 25 травня – Colonel Heeza Liar Captures Villa (США)
- 3 червня – Farmer Al Falfa and his Tentless Circus (США)
- 6 червня – Working Out with the Police Dog (США)
- 17 червня – Krazy Kat at Looney Park (США)
- 22 червня – Colonel Heeza Liar And The Bandits (США)
- 29 червня – Farmer Al Falfa's Watermelon Patch (США)
- 3 липня – A Tempest in a Paint Pot (США)
- 20 липня – Colonel Heeza Liar's Courtship (США)
- 4 серпня – Farmer Al Falfa's Egg-Citement  (США)
- 17 серпня – Colonel Heeza Liar On Strike (США)
- 24 серпня – Colonel Heeza Liar Plays Hamlet (США)
- 14 вересня – Colonel Heeza Liar Bachelor Quarters (США)
- 16 вересня – Farmer Al Falfa's Wolfhound (США)
- 9 жовтня – Farmer Al Falfa Sees New York (США)
- 11 жовтня – Colonel Heeza Liar Gets Married (США)
- 3 листопада – Farmer Al Falfa's Prune Plantation (США)
- 15 листопада – Colonel Heeza Liar, Hobo (США)
- 27 листопада – The Missing One (США)
- 1 грудня – Farmer Al Falfa's Blind Pig (США)
- 21 грудня – Colonel Heeza Liar at The Vaudeville Show (США)
- 23 грудня:
  - Krazy Kat Takes Little Katrina For an Airing (США)
  - Zepped (США)

## Народилилися

### січня
- 3 січня : Максін Ендрюс, американська співачка (співав фрагмент «Johnny Fedora and Alice Blue Bonnet» у Make Mine Music і « Little Toot » у Melody Time ), (пом. 1995 ).  [2]
- 18 січня : Володимир Дегтярьов, російський кінорежисер і мультиплікатор ( «Кохана красуня ») (пом. 1974 ). [3]

### Лютий
- 8 лютого : Ларц Борн, американський сценарист анімації ( Famous Studios, Gene Deitch, Hanna-Barbera, DePatie-Freleng Enterprises, Terrytoons ), (пом. 1993 ). [4] [5]
- 12 лютого : Руді Ларріва, американський аніматор і режисер ( Warner Bros. Мультфільми, УПА, титри Сутінкової зони ), (пом. 2010 ).
- 23 лютого : Ретта Скотт, американська художниця ( Walt Disney Animation Studios ), (пом. 1990 ).
- 29 лютого : Діна Шор, американська співачка та актриса (виконала фрагмент «Two Silhouettes» у Make Mine Music, а також оповідала та заспівала сегмент «Bongo the Bear» у Fun and Fancy Free ), (пом. 1994 ). [6] [7]

### березень
- 6 березня :
  - Вірджинія Грегг, американська актриса (голос Тари в «Геркулоїдах ») (пом. 1986 ). [8]
  - Рошель Хадсон, американська акторка (голос Хані в коробках Боско ), (пом. 1972 ). [9] [10]
- 15 березня : Том Окамото, японсько-американський аніматор і художник коміксів ( Walt Disney Animation Studios ), (пом. 1978 ). [11]
- 31 березня : Люсіль Блісс, американська акторка (озвучка головної героїні у Кролику-хрестоносцеві, Анастасії Тремейн у Попелюшці, Нібблз у Томі та Джеррі, соняшнику та тюльпана в Алісі в країні чудес, Смурфетті у Смурфиках, Місіс. Бет Фіцгібонс у «Таємниці NIMH», пані Біттерс у «Загарбнику Зіму », (пом. 2012 ). [12]

### квітень
- 26 квітня :
  - Ейвінд Ерл, американський художник, письменник та ілюстратор ( Walt Disney Animation Studios ), (пом. 2000 ). [13] [14]
  - Вік Перрін, американський актор (озвучка доктора Зіна в Jonny Quest ), (пом. 1989 ). [8]

### Травень
- 6 травня : Адріана Каселотті, американська актриса та співачка (озвучка головної героїні у фільмі «Білосніжка та сім гномів ») (пом. 1997 ). [15]
- 10 травня : Джон Макліш, канадський актор (оповідач у фільмах «Дамбо», «Качколюбці », «Хлопці з Дувру » та багатьох мультфільмах « Гуфі », озвучує Карнавального Баркера у « Піноккіо » та Джона Плоярда у сегменті «Вітер у вербах» у «Пригодах Ікабода та містера. Жаба ) і сценарист анімаційних фільмів (сегмент «Весни святої» у «Фантазії ») (пом. 1969 ).
- 21 травня : Денніс Дей, американський актор, комік і співак (оповідач у сегменті Джонні Епплсіда в Melody Time ), (пом. 1988 ). [16]

### червень
- 17 червня : Террі Гілкісон, американський автор пісень (написав « The Bare Necessities » із «Книги джунглів ») (пом. 1999 ). [17]

### липень
- 2 липня : Кен Кертіс, американський співак і актор (озвучив Натсі в «Робін Гуді ») (пом. 1991 ). [18]
- 3 липня : Аль Сталь, американський аніматор і художник коміксів ( Terrytoons, Fleischer Brothers, Stahl's Animated Productions), (пом. 1999 ). [19]
- 6 липня : Дон Р. Крістенсен, американський аніматор, художник коміксів і письменник, сценарист ( компанія Walt Disney, Warner Bros. Мультфільми, ДеПаті-Фреленг, Ханна-Барбера ), (пом. 2006 ). [20]
- 27 липня : Кінан Вінн, американський актор (озвучка Зимового чорнокнижника в «Санта-Клаус іде в місто», «Капітан Каллі та Гарпія» в «Останній єдиноріг ») (пом. 1986 ).

### Серпень
- 4 серпня : Карлос Рамірес, колумбійський співак (оперний голос у « Чарівному маестро » Текса Евері ), (пом. 1986 ). [21]
- 21 серпня : Білл Лі, американський плейбек-співак ( Walt Disney Animation Studios ), (пом. 1980 ). [22]
- 24 серпня : Гел Сміт, американський актор (озвучка Сови у Вінні-Пуху, Голіафа у Дейві та Голіафі, Флінхарта Гломголда та Гіро Гірлуза у Качиних історіях, продовження голосу Гуфі, Елмера Фадда та Вінні-Пуха ), (пом. 1994 ) . [23] [24]

### Вересень
- 13 вересня : Хел Ґір, американський продюсер, монтажер і мультиплікатор ( Looney Tunes ), (пом. 2017 ). [25]
- 25 вересня : Джек Бойд, американський аніматор і творець спецефектів ( Компанія Уолта Діснея ), (пом. 1998 ). [26]

### жовтень
- 4 жовтня: Джордж Сідні, американський кінорежисер і продюсер (Anchors Aweigh), співзасновник Hanna-Barbera (пом. 2002).
- 22 жовтня: Сідні Міллер, американський актор (озвучка майстра підземель у Dungeons & Dragons, Хорнсвоґла у The Gary Coleman Show, Horrg у Monchchichis, Oompe у Little Nemo: Adventures in Slumberland) (пом. 2004).
- 31 жовтня: Філ Монро, американський аніматор і кінорежисер (Warner Bros. Мультфільми, Walt Disney Company, UPA, Terrytoons), (пом. 1988).[27]

### Листопад
- 4 листопада : Уолтер Кронкайт, американський тележурналіст (голос капітана Ньюіса в «Ми повернулися!» Історія динозавра, Бенджамін Франклін у фільмі Liberty's Kids (пом. 2009 ). [28] [29] [30] [31] [32] [33] [34]
- 14 листопада : Шервуд Шварц, американський телевізійний сценарист і продюсер (творець The Brady Kids, The New Adventures of Gilligan і Gilligan's Planet, співавтор пісні « The Ballad of Gilligan's Isle », яка була використана в Rugrats Go Wild і Robot Chicken епізод « Suck It » і « The Brady Bunch Theme », яка була спародійована як «TUFF and DOOM Theme» в епізоді TUFF Puppy «Share-A-Lair») (пом. 2011 ). [35]
- 15 листопада : Білл Мелендес, американський аніматор ( Walt Disney Animation Studios, Warner Bros. Мультфільми, УПА ), кінорежисер ( Peanuts specials ) і актор ( озвучка Снупі та Вудстока ), (пом. 2008 ). [36]
- 16 листопада : Доус Батлер, американський актор (озвучка міського вовка в « Сільській шапочці » Текса Ейвері, чарівника Місто в «Чарівному маестро Ейвері», бульдога Спайка в «Том і Джеррі», Чіллі Віллі в мультфільмах Волтера Ланца, «Насті» Канаста в Barbary Coast Bunny, Huckleberry Hound, Yogi Bear, Snagglepuss, Hokey Wolf, Елрой Джетсон у The Jetsons, Wally Gator, Quick Draw McGraw, Loopy De Loop ), (пом. 1988 ). [37]
- 19 листопада : Джордж Холл, канадський актор (додаткові голоси в «Кураж, боягузливий пес ») (пом. 2002 ). [38]
- 27 листопада : Чік Хірн, американський спортивний коментатор (озвучка диктора в Sport Goofy на Soccermania, Чик Маус в епізоді « Гарфілд і друзі » « Basket Brawl », диктор в епізоді « Життя з Луї» «The Masked Chess Boy», сам у Сімпсонах епізод « Визначений Гомером » та епізод « Качкаман» «Вуук, як у Качки») (пом. 2002 ). [39]
- 30 листопада : Оуен Фіцджеральд, американський аніматор і художник коміксів ( компанія Walt Disney, Fleischer Studios, Warner Bros. Мультфільми, ДеПаті-Фреленг, Ханна-Барбера ), (пом. 1994 ). [40]

### Грудень
- 9 грудня : Кірк Дуглас, американський актор (озвучка Честера Дж. Лемпвіка в епізоді Сімпсонів « День, коли помер насильство ») (пом. 2020 ). [41] [42]
- 14 грудня : Джон Фрімен, американський мультиплікатор ( компанія Волта Діснея, спеціальні пропозиції Peanuts, Ханна-Барбера, Рубі-Спірс, ДеПаті-Фреленг ), (пом. 2010 ). [43]
- 15 грудня : Дік Кінні, американський аніматор, сценарист ( Волтер Ланц, Walt Disney Company, Terrytoons, Hanna-Barbera ) і автор коміксів (пом. 1985 ).

## зовнішні посилання
- Анімаційні роботи року, занесені до списку IMDb

Шаблон:Years of animation